# Fabio Casadei Turroni
Fabio Casadei Turroni (Forlì, 10 novembre 1964) è uno scrittore, musicologo, giornalista e sceneggiatore italiano.

## Biografia
Appassionato di teatro e di musica, comincia da adolescente a collaborare come attore al Teatro dell'Arca di Forlì e a studiare canto lirico, come tenore, presso il maestro Romolo Castiglioni di Rimini. Negli anni ottanta, dopo un biennio d'obiezione di coscienza presso il Centro di Handicap Gravi di Forlì, si sposta a Bologna dove si laurea in D.A.M.S. Musica e dove tuttora risiede. Attivista LGBT, nel 1993, a causa di gravi problemi di salute, interrompe l'attività di cantante e d'attore per dedicarsi completamente alla pratica musicologica e, dal 2001, alla novellistica.

## Opere letterarie
La sua prima opera narrativa è il giallo/noir ambientato a Bologna, Moto perpetuo (pubblicato da Zoe Edizioni).
In seguito pubblica Cosmicomiche Orgasmiche, romanzo comico-erotico di fantascienza ispirato a Italo Calvino, e Angelo d'Edimburgo, romanzo prefato da Roberto Pazzi e postfato da Sylvano Bussotti. Le sue opere letterarie sono pervase da una vivace vis polemica anticlericale secondo la tradizione dei pensatori anticlericali romagnoli: Aurelio Saffi, Ugo Bassi, Olindo Guerrini (Lorenzo Stecchetti).

## Cultura Open Source
Il romanzo Cosmicomiche Orgasmiche è pubblicato nel 2002 collo pseudonimo Tiresia ed è la prima opera ufficiale della cosiddetta Scuola di Scrittura LGBT Bolognese, un esperimento interessante di cluster culturale formato da un gruppo di amici scrittori, giornalisti e traduttori, le cui opere sono firmate con pseudonimo perché potrebbero essere state scritte da ciascuno degli autori. Ai critici vengono chieste recensioni che nascondano il nome dell'autore in favore dei quello della Scuola. Vengono programmate delle presentazioni collettive dello stesso testo. Al di là dei risultati artistici e delle notevoli (ma interessanti) discrepanze stilistiche tra le opere dei diversi autori, l'esperimento ha vita effimera poiché le case editrici dei vari autori rifiutano di pubblicizzare le case rivali. Né i critici paiono tenerne conto. Pure, rimane l'importanza dell'esempio di un'associazione culturale democratica LGBT, fondata su modello cooperativistico, che propone una serie di lavori basati sulla corresponsione di comuni ideali, di amicizia, di diversità accettata e rivendicata e che ricorda forse l'ideologia collettivistica del Fluxus europeo degli anni sessanta, o più recentemente il successivo modello letterario Wu Ming.
Probabilmente parte dell'enfasi da sempre posta nella sua opera sull'importanza della cultura Open Source, deriva all'autore dalle tante esperienze lavorative nel mondo della cooperazione sociale e di mutuo soccorso.

## Collaborazioni Cartacee e sul web
Collabora col quindicinale MondoLibero, colla rivista di poesia UnPoDiVersi, colla rivista di studi storici Il pensiero mazziniano, colla rivista Il libro volante e colle riviste LGBT Towanda, Luimagazine e Clubbing; cura la rubrica mensile Incontro coll'autore sul portale www.ClubClassic.net. Sul proprio canale YouTube è una sezione di interviste ad autori, spesso al loro esordio letterario.
Ha vinto il Premio internazionale dell'imprenditoria gay con Moto perpetuo nel 2001.
Ha vinto il secondo premio di critica letteraria Gianfranco Rossi nel 2005.
Ha vinto il primo premio Kriterion col racconto I gerani nel 2006.
Ha vinto il primo premio al concorso FantasticHandicap col racconto Un giorno in pretura nel 2006.
Musicologo, ha collaborato tra l'altro col Maggio Musicale Fiorentino e coll'Accademia Nazionale di Santa Cecilia.
Ha composto il libretto per l'opera per voce recitante e orchestra intitolata Ceneraccio, musicata da Sylvano Bussotti nel 2007. L'opera è una libera rielaborazione da antiche fiabe norvegesi. Ha tradotto in italiano liriche di Christopher Isherwood musicate da Sylvano Bussotti.
Ha composto il libretto per l'Opera Lirica Venere e Adone, musicata dal Maestro Salvatore Sciarrino nel 2022. Il libretto è una libera rielaborazione del mito sulla traccia, tra gli altri, di Giovan Battista Marino, Ovidio. Dal 2011 è consulente musicale del programma televisivo SMS-Solo Musica e Spettacolo.

## Pubblicazioni

### Romanzi e sillogi di racconti
- Moto Perpetuo, Zoe Edizioni, 2001
- Cosmicomiche Orgasmiche, Zoe Edizioni, 2002
- Angelo d'Edimburgo, Edizioni Le Mondine, 2005 (prefazione di Roberto Pazzi, postfazione di Sylvano Bussotti)

### Racconti in antologie
- Squilli, in Menonmen 2, Oscar Mondadori, 2003
- Alan, l'amore secco, in Menonmen 5, Oscar Mondadori, 2006
- L'ultimo, in Bologna scrive, con foto di Roberto Ravaioli, BSL Edizioni, 2008
- Pollice verde, in Quello che c'è tra di noi, Manni editore, 2008
- Spaghetti allo scoglio, in Il Pensiero Mazziniano, anno LXIV, n. 2, 2009
- Justin B., in Bye Bye Bulli, Frame editore, 2013
- Un giorno in pretura, in FantasticHandicap, Stampa Indipendente, 2016
- Rimini, in I giorni alla finestra, Il Saggiatore, 2020

### Testi di musicologia
- Il teschio di Mozart, Comitato per il bicentenario mozartiano, Napoli, 2005
- Mozartiane II, Maggio Musicale Fiorentino, Firenze, 2006
- Silvano-Sylvano, Accademia di Santa Cecilia, Roma, 2007
- Dieci chiavi per serrature inesistenti, in Rara (film) di Sylvano Bussotti, DVD con libretto, curatore Andrea Meneghelli, pp. 31, Cineteteca di Bologna, 2017
- Vocal tecnique in Thai BL soundtracks: a preliminary Study, academia.edu, 2025[2]

### Poesie
- Perette Morali & Rime Immusicabili, ilmiolibro.it, 2015, ISBN 978-88-91094-82-7

### Interviste ed articoli giornalistici su supporto cartaceo
- Uccidere Bussotti, coll'aggiunta di Ceneraccio, romanzo-intervista a/su Sylvano Bussotti, 2010[3]

### Sceneggiature
- Il Tributo, lungometraggio animato, Corti Animati Produzioni, 2008

### Prefazioni e postfazioni
- Il Gatto, di Stefano Benaglia, Fabio Croce Edizioni, 2001, ristampa 2023
- Gioielli Carnali, di Riccardo Di Salvo e Claudio Marchese, Zoe Edizioni, 2004
- Freedom , Edizioni L. M., 2004
- Snodo Cruciale, di Lucio Scardino, Liberty-House edizioni, 2006
- Fiori nel fango, di Riccardo di Salvo e Claudio Marchese, Zoe Edizioni, 2007
- Danzerò tra le fauci del drago di Antonio Selmi, Zona Edizioni, 2015
- Fletto e rifletto, di Andrea Moretti, R. Pironti Editore, 2016
- Scatti di memoria in ordine sparso - Una vita nei cassetti, di Riccardo di Salvo, edizionicroce, 2018
- Passeggiate tra percorsi letterari e immagini di vita, di Riccardo di Salvo, edizioni croce, 2019
- Camera work, di Fabio Torre, Quinlan Editrice, 2020